# Петров, Игорь Ильич
И́горь Ильи́ч Петро́в (29 мая 1924, Бизюргуб, Большепаратская волость, Краснококшайский кантон, Марийская автономная область, РСФСР, СССР ― 9 марта 2018, Химки, Московская область, Россия) ― советский военачальник. Участник Великой Отечественной войны и советско-японской войны. Заместитель командующего войсками Прибалтийского пограничного округа, начальник политотдела Тихоокеанского пограничного округа, генерал-майор пограничных войск КГБ СССР. Почётный сотрудник госбезопасности. Исследователь истории пограничных войск СССР, доктор исторических наук. 

## Биография
Родился 29 мая 1924 года в деревне Бизюргуб ныне Волжского района Марий Эл в семье пограничника. Его отец был участником Первой мировой войны, прапорщиком Российской пограничной стражи, георгиевским кавалером, в Гражданскую войну ― командиром кавалерийского полка Красной армии. 
В июне 1941 года с отличием окончил железнодорожную школу № 14 в Зеленодольске. Поступил в Казанский авиационный институт.  
В 1942 году призван в Красную армию. Участник Великой Отечественной войны: с августа 1942 года зачислен в учебный полк 21-й дивизии войск НКВД по охране железных дорог в подмосковном Красногорске, участник обороны Сталинграда, с 1943 года ― в составе таджикского пограничного отряда для защиты государственной границы СССР, красноармеец-кавалерист пограничной заставы на Памире. В 1944 году воевал на 4-м Украинском фронте, где был назначен на офицерскую должность без офицерского звания, участвовал во взятии Львова. Воевал на Дальнем Востоке. Встречался с Героем Советского Союза Н. Ф. Карацупой.
Окончил Военно-политическую академию имени В. И. Ленина.
После войны служил в пограничных войсках на Дальнем Востоке. В 1969 году входил в число руководящих офицеров управления Восточного пограничного округа, в 1970-х годах ― начальник политотдела Тихоокеанского пограничного округа, заместитель начальника войск Прибалтийского пограничного округа.
Окончил Высшие курсы Академии Генштаба Вооружённых Сил СССР, генерал-майор пограничных войск.  
Окончил исторический факультет Владивостокского государственного университета. С 1972 года ― кандидат исторических наук, с 1985 года ― доктор исторических наук.
Исследователь истории пограничных войск СССР, автор 15 книг и более 300 научных статей и очерков, среди них: книги «Записки о пограничниках моего поколения» (2003), «Пограничники в бою» (2008), «Пограничники в 1941 году. Они не сдавались в плен» (2017), «Военачальники границы» (2018) и другие. 
Награждён более чем 20 государственными наградами.
Последние годы жизни проживал в г. Химки Московской области. Скончался 9 марта 2018 года.

## Звания и награды
- Почётный сотрудник госбезопасности[3][4]
- Орден Отечественной войны I степени (1985)[3][4]
- Орден «За службу Родине в Вооружённых Силах СССР» III степени[3][4]
- Медаль «За боевые заслуги» (20.04.1953)
- Медаль «За победу над Германией в Великой Отечественной войне 1941—1945 гг.» (09.05.1945)[3][4]
- Медаль «За победу над Японией» (30.09.1945)[3][4]
- Медаль «В ознаменование 100-летия со дня рождения Владимира Ильича Ленина» (1970)
- Медаль «За отличие в охране государственной границы СССР»[3][4]